# Kunst aan het Volk

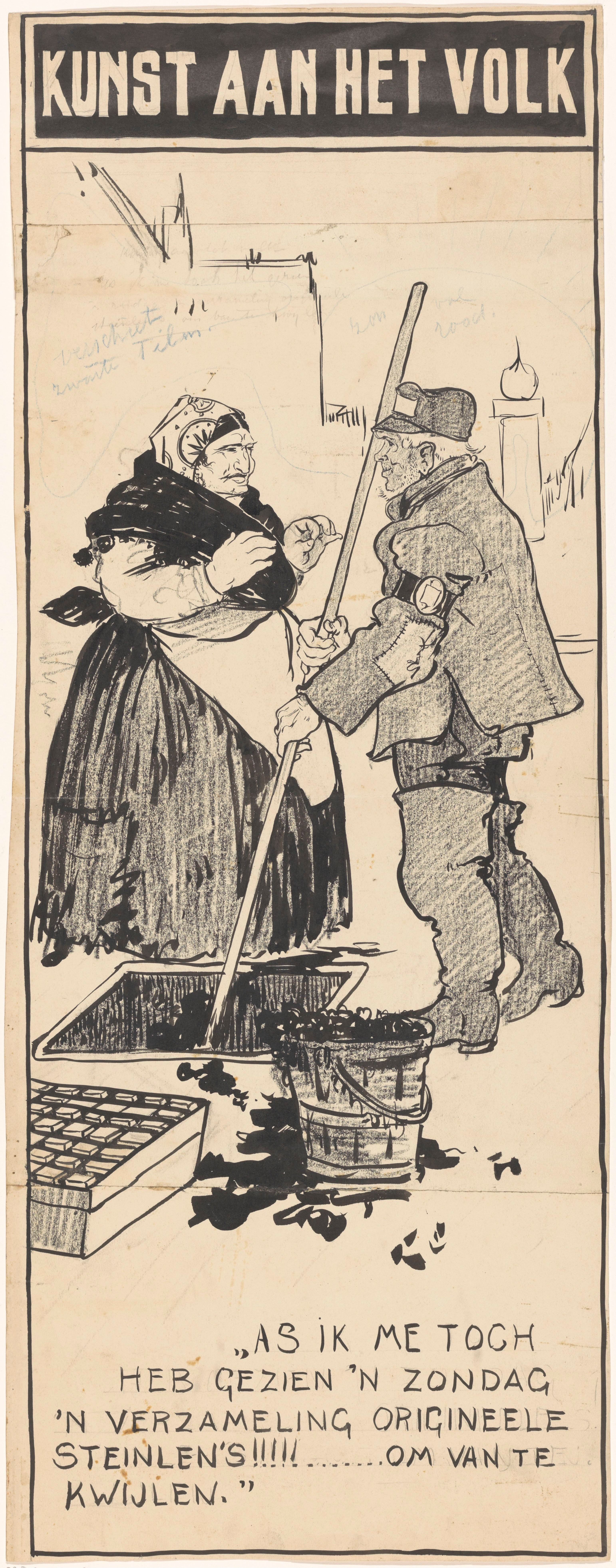
Ontwerp voor een spotprent op de vereniging Kunst aan het Volk

Kunst aan het Volk was een Nederlandse vereniging die tussen 1903 en 1928 de arbeidende klasse kunstgenot wilde bieden. Ze trachtte dit te bereiken door voorstellingen, lezingen en tentoonstellingen op het gebied van beeldende kunst, muziek, toneel, literatuur, architectuur en kunstnijverheid.

## Esthetische opvoeding
Onder invloed van de ideeën van John Ruskin en William Morris werden begin twintigste eeuw drie verenigingen opgericht: in Rotterdam Voor de Kunst (1901), in Amsterdam Kunst aan het Volk (1903) en in Den Haag de Vereeniging tot Ontwikkeling van den Schoonheidszin bij het Volk (1907).
Kunst aan het Volk paste in de Nederlandse sociaaldemocratische traditie in de twintigste eeuw. Het beleid was erop gericht om bevolkingsgroepen te bereiken die niet waren opgegroeid met kunst. Het leren genieten van kunst werd beschouwd als voorwaarde tot verheffing van de arbeidersklasse. Het was niet te doen om vermaak, maar om door esthetische opvoeding goede mensen te kweken die een betere (socialistische) maatschappij zouden gaan dragen en vormen. Het is de bedoeling kunst te brengen aan allen, die haar tot nog toe niet of maar schaarsch genoten, schreef de vereniging als doelstelling. Deze burgerlijke volksopvoeding bestond reeds in organisaties als de Maatschappij tot Nut van ‘t Algemeen en Vereniging Ons Huis. De verwachting was enerzijds dat er een arbeiderscultuur en een socialistische gemeenschapskunst van onderop zou ontstaan, maar ook bestond er hoop op cultuurspreiding.

## Oprichting
Kunst aan het Volk werd opgericht door Marie de Roode-Heijermans met een aantal vrienden en gelijkgestemden. Hiertoe behoorden haar broer Herman Heijermans, de journalist P.L. Tak en de politicus F.L. Wibaut. De leden van Kunst aan het Volk troffen elkaar vaak in socialistisch verband, als auteur rond tijdschrift De Kroniek of als clientèle van de winkel voor woninginrichting ’t Binnenhuis, die de beginselen van Morris aanhing. Ze deden dit naar voorbeeld van het twee jaar daarvoor opgerichte Rotterdamse Voor de Kunst. Het ledental van de vereniging schommelde rond de 2000. De doelgroep bestond uit kantoorbedienden, klerken, kleine ambtenaren, middenstanders en onderwijzers. Vooral de ontwikkelde arbeidersklasse en partijleden van de SDAP werden bereikt. Door de jaren nam het socialistische gehalte van de vereniging af. Doordat de banden met de politieke partij losser werden, kreeg de vereniging een algemener karakter.
In het eerste jaar werd in het Suasso Museum (Stedelijk Museum Amsterdam) in Amsterdam een tentoonstelling georganiseerd rond het thema Franse, Duitse en Engelse journalistieke prentkunst. Er kwam kritiek op de aanpak, omdat bij de Franse prenten niet gekozen was voor de vriendelijke kattenprenten van Théophile-Alexandre Steinlen maar voor vaak schrijnende voorstellingen uit het leven van arbeiders.

## Commissies
De commissies verschilden nogal in opvattingen en aanpak - er werd nauwelijks echt beleid gevoerd. Vooral de kunstnijverheidscommissie was erg actief. Tot de leden behoorden ontwerpers als Jan Eisenloeffel, Chris van der Hoef, Willem Penaat, H.P. Berlage en Sjoerd de Roos. De jonge kunstnijverheidsbeweging in Nederland was ontstaan in navolging van de Britse Arts and Crafts.
De exposities van de commissie kunstnijverheid toonden de lelijkheid van de neostijlen aan de hand van goede en slechte voorbeelden. Geen neostijlen, imitatie-antiek en interieurs overladen met versiering, draperieën en snuisterijen, maar soberheid, eerlijkheid en vakmanschap stonden voorop. De commissie richtte zich ook op kinderen, met exposities over prenten, boeken en wandversiering en met het inrichten van schoollokalen. Er werden ook prijsvragen uitgeschreven voor objecten als een brievenbus en een kamerameublement.

## Terugloop
Naast geldgebrek was er toenemende concurrentie van andere organisaties die goedkope volksconcerten en -toneeluitvoeringen organiseerden.
De belangrijkste manifestatie van de commissie toneel was de grote internationale theatertentoonstelling in 1922. Deze door Hendrik Wijdeveld ingerichte tentoonstelling werd gehouden in het Stedelijk Museum Amsterdam. De overzichtstentoonstelling toonde toneelvernieuwingen sinds 1900 middels affiches, decors, kostuums en theaterbouw.